# 9949 Brontosaurus
9949 Brontosaurus là một tiểu hành tinh vành đai chính. Nó bay quanh Mặt Trời theo chu kỳ 3.61 năm.
Được phát hiện ngày 22 tháng 9 năm 1990 bởi E. W. Elst Tên chỉ định của nó là "1990 SK6". It was later renamed "Brontosaurus" after Brontosaurus, a deprecated genus of dinosaur, now properly called Apatosaurus.